# La Parte
La Parte, es uno de los tres barrios que conforman la localidad de Las Hormazas, situada en la provincia de Burgos, comunidad autónoma de Castilla y León (España), comarca de Odra-Pisuerga, ayuntamiento de Las Hormazas.

## Datos generales
En 2024, el Barrio La Parte contaba con 55 habitantes. Situada en el valle del río Hormazuela y a 35 km de la ciudad de Burgos. Acceso por el este desde la carretera BU-601 en Villaute y por el oeste a través de Los Tremellos, que conecta con la BU-622 a la altura de Miñón de Santibáñez, y la que hacia el sur comunica con Tobar, Manciles y Cañizar de Argaño, donde conecta con la BU-627.

## Historia
La primera referencia escrita la hallamos en el Becerro Gótico de Cardeña en el año 1066, cuando tenía ya doscientos años de existencia; se la cita como Ormaza Mayor y perteneciente al alfoz de Villadiego.
Toda la corriente humana del río Hormazuela posibilita la creación de un alfoz propio y ya en el año de 1237, Las Hormazas era cabeza del Alfoz de Hormaza, siendo su tenente el ricohombre Gil Manrique de Manzanedo. Los tres barrios nunca tuvieron separación concejil.

## Parroquia

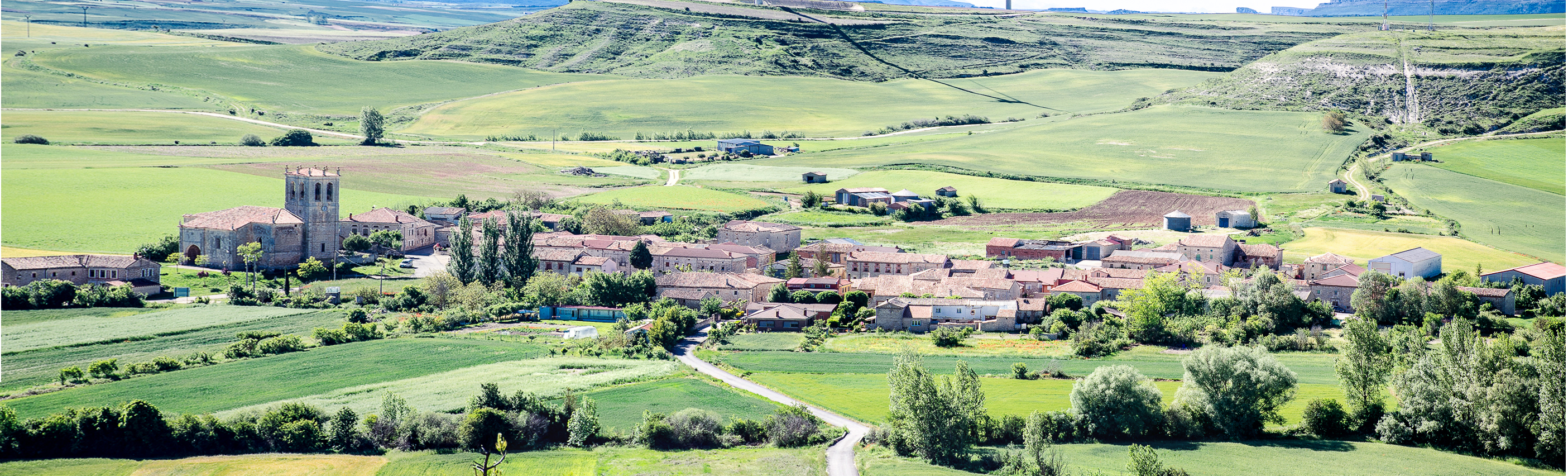
Barrio La Parte, desde el alto de la Ermita del Castillo.

Iglesia de San Pelayo.